# تست جعبه سیاه
تست جعبهٔ سیاه به روشی در تست نرم‌افزار اشاره دارد که در آن فرض می‌شود اطلاعاتی در مورد جزئیات داخلی عملکرد نرم‌افزار وجود ندارد و تمرکز تست‌ها بر روی خروجی‌های مختلف در برابر ورودی‌های متفاوت است.
با وجود اینکه تست جعبهٔ سیاه تنها روش برای اطمینان از عملکرد سامانهٔ نرم‌افزاری و برای مقاصدی نظیر تست امنیت و بهره‌وری تنها روش ممکن است، اما معایبی نظیر ناممکن بودن بررسی خطاهای منطقی درون کد مبدأ و احتمال بررسی چندبارهٔ برخی شاخه‌های کد را نیز دارد.